# Makáma
A makáma (arabul مقامة [maqāma]) arab irodalmi műfaj, amelyet Badí az-Zamán al-Hamadáni (968–1008) alkotott meg és Abu Muhammad al-Haríri (1054–1122) fejlesztett tökélyre. Formáját tekintve rímes, ritmikus próza, tartalma pedig változatos lehet – bár az eredeti makámák szinte kivétel nélkül anekdotikus jellegűek voltak, és egy-egy éles eszű szélhámos fiktív történeteit mesélték el, a későbbiekben vallási, filozofikus, moralizáló és tanító célzattal is készültek makáma formájú művek. Az arab irodalomban a 20. századig használatban maradt, és néhány más nyelven is akadtak követői. Magyar nyelven Arany János írt makámát A poloska címmel.

## Az elnevezés eredete
A műfajt megalkotója, al-Hamadáni nevezte el makámának, azonban ennek pontos jelentését nem könnyű megfejteni. A makáma szó az arab q-w-m gyökhármasra vezethető vissza, egy ebből a ma- helyképző előtag és egy szó végi „-a” (tá marbúta) hozzáadásával létrejött alak. A gyökhármas elsősorban részint az „állás”, „felállás”, részint a „valamibe való belekezdés” („nekiállás”) értelmet hordozza. A műfaj megalkotását megelőzően a makám szó részint helyet, állóhelyet, részint (rossz) állapotot, helyzetet jelölt – innen eredően „összecsapás”, „csata”, „hőstett” értelemben is használatos lett (ilyen példákat találunk a 8–9. századi költészetben és prózában is). Ebben a jelentésben mind a makám, mind a makáma szóalak használatos volt.
Az értelmiségi körök szalonjellegű összejövetelein (madzslisz) számos ékesszóló és tanulságos beszéd hangzott el, melyek témája gyakorta lehetett a makám/makáma szóval jellemzett hősiesség, így idővel magukra az építő jellegű beszédekre is így hivatkoztak. A 9. századra a vallási célzatú, homíliaszerű beszédeket is ezen szavakkal jelölték, és ilyen értelmű használatra a műfaj létrejötte utáni időszakból, a 12. századból is ismerünk példákat. Hamadáni feltehetően műveinek arra a jellegzetességére utalt a makáma név megjelölésekor, hogy narrátora, Ísza ibn Hisám számol be a kalandor Abu l-Fath al-Iszkandari – építő jellegűnek nem mindig nevezhető – ügyeskedéseiről, cseleiről. A későbbiekben a makáma szót a jobbára szintén ritmikus prózában írt episztola (riszála) szinonimájaként is használták, míg a muszlim Hispániában a legkülönbözőbb témájú, rímes prózában elmondott szónoklatok megnevezésévé vált.

## Története

### A műfaj születése
A makáma megalkotása egyértelműen az emiatt „a kor csodája” (badí az-zamán) állandó jelzővel felruházott al-Hamadáni nevéhez fűződik. A történet szerint az alkotó versengett az episztolairodalom egy korabeli mesterével, Abu Bakr al-Hvárizmivel (934–993), akit nem bírt túlszárnyalni, ezért alkotta meg az új műfajt, amivel rendkívüli népszerűségre tett szert. Számos kortársa – köztük maga al-Hvárizmi – és több későbbi alkotó is írt makámákat, ahol azonban bizonyos jellegzetességeket megváltoztattak (bár a rímes prózai forma állandónak mondható, és legtöbben a narrátort is megtartották). A műfaj népszerűségét jelzi, hogy a teljes iszlám világban elterjedt Andalúziától az iráni térségig.

### Al-Haríri és hatása
A műfaj legjelentősebb későbbi alkotója azonban al-Haríri volt. Az addigra nyelvi bravúrjai révén hírnévre szert tett szerző a 12. század elején megbízást kapott al-Musztarsid kalifa vezírjétől, hogy makámákat írjon. (Ezek előszavában maga is elismeri, hogy al-Hamadáni a műfaj megteremtője.) Al-Haríri al-Hamadáni makámáinak számos gyakori, de nem konzekvensen használt formai-tartalmi jellemzőjét általánosította, ugyanakkor a formaművészet és a nyelvi lelemények irányába vitte tovább a műfajt. Ez a közérthetőség rovására ment, de a kifinomult közönség nagyra értékelte, így ezután al-Haríri makámáit tekintették a műfaj etalonjának. Ennek következtében al-Haríri számos utánzója és követője mindinkább a bravúros megfogalmazásra helyezte a hangsúlyt, míg a tanulságos vagy szórakoztató tartalom a háttérbe szorult. Jellemző, hogy több későbbi makámaszerző abban is imitálta al-Harírit, hogy ötven makámát írt. Al-Haríri kiemelt respektusát mutatja, hogy makámái évszázadokon át tananyagként szolgáltak a művelt rétegek körében.

### Al-Haríri követői
A műfaj egészen a 20. századig változatlan népszerűségnek örvendett szerte az arab nyelvű világban, és a legkülönbözőbb témákban születtek makámák: számos misztikus és ortodox szempontú, vallási témájú makáma készült, de a borról, a sakkról vagy andalúziai városok leírásáról egyaránt írtak a Hamadáni által feltalált formában. Az egyéb téren kiemelkedőt alkotó szerzők közül a misztikus Ibn Arabinak (†1240) is tulajdonítanak makámákat, az andalúziai Liszán ad-Dín Ibn al-Hatíb (†1375) egyes művei a műfaj hatásainak nyomát viselik magukon. A kancelláriai munkát egy hatalmas kompendiummal segítő al-Kalkasandi (†1418) a kancelláriai alkalmazottak feladatairól írt makámát, a polihisztor asz-Szujúti (†1505) pedig számos témát dolgozott fel párbeszédes makámák formájában. Még az arab irodalom hanyatlását hozó oszmán időszakból (16–18. század) is viszonylag nagyszámú makámát ismerünk.

### A műfaj megújulása
A 19–20. században, az arab „reneszánsz” (a nahda) idején a par excellence arab műfajnak tekintett makáma felélesztésére is történtek kísérletek, többnyire al-Haríri hagyományos stílusát követve. Kiemelhető a szerzők közül a libanoni Nászíf al-Jázidzsi (†1871) és Ibráhím al-Ahdab (†1891), vagy az egyiptomi Abdalláh Fikri pasa (†1890). A műfaj modernizálása al-Muvajlihi (†1930) nevéhez fűződik: utóbb összefüggő „regény” formjában kiadott társadalomkritikus írásait al-Hamadáni narrátorához, Ísza ibn Hisámhoz kötötte. Hatására hasonló témájú munkát írt makáma formában Háfiz Ibráhím (†1932) is.